# II-35
Die II-35 (bulgarisch Републикански път ІІ-35 Republikanski pat II-35, „Republikstraße II-35“) ist eine Hauptstraße (zweiter Ordnung) in Bulgarien.

## Verlauf
Die Straße zweigt nördlich von Griwiza (bulgarisch Гривица) mit einem höhenfrei ausgebauten Knoten in Verlängerung der von Norden kommenden Straße II-34 von der Straße I-3 (Europastraße 83) nach Südwesten ab und führt zunächst nach Plewen (bulgarisch Плевен). Von dort führt sie nach Süden, kreuzt die Trasse der hier im Bau befindlichen Autobahn Awtomagistrala Hemus (A 2) und erreicht Lowetsch (bulgarisch Ловеч). Weiter folgt sie dem Lauf des Flusses Ossam nach Süden, passiert Sliwek und kreuzt die Fernstraße I-4. Nach der Passage von Leschniza wird Trojan (bulgarisch Троян) erreicht. Von dort führt die Straße über den auch als Beklemeto Pass bekannten Trojanpass (Троянски проход) (1520 m) nach Karnare (Кърнаре), wo sie an der Fernstraße I-6 endet.